# Такахаси, Фумия
Фумия Такахаси (яп. 高橋 文哉 Такахаси Фумия, род. 12 марта 2001 года) — японский актёр и модель. Наиболее известен по роли Аруто Хидэна в сериале «Камэн Райдер Зеро-Ван», в одноимённом сезоне сериала «Kamen Rider» и Гаку Китады в дораме «Кухня Ферма». Сотрудничает с японским агентством по поиску талантов A-Plus.

## Биография
Фумия Такахаси родился 12 марта 2001 года в Касукабе, Сайтама, Япония.
В 2017 году он принял участие в конкурсе "Male High Schooler Mr. Contest 2017 " и в декабре выиграл главный приз.
Его первое появление на телевидении состоялось в шоу Nippon TV's Tokuson: Life Hacks!, премьера которого состоялась 12 апреля 2018 года. Он дебютировал как актер в театральной постановке Taishō Roman Tantei Dan: Muttsu no Maria Zo в апреле того же года. Кроме того, он принял участие в четвертом сезоне реалити-шоу телеканала Ameba TV Who Is the Wolf? в третьем квартале того же года, что повысило популярность Такахаси. В этот период Такахаси называли «самым красивым старшеклассником Японии».
В июле 2019 года было объявлено, что Такахаси сыграет главную роль в Камэн Райдер Зеро-Ван, первом сезоне Kamen Rider в период Рэйвы. В возрасте 18 лет он стал первым актером, исполнившим главную роль во фрашизе Kamen Rider, родившимся в 21 веке. Он также был первым участником конкурса "Male High Schooler Mr. Contest", сыгравшим главную роль в произведении Kamen Rider. Зеро-Ван выходил в эфир с 1 сентября 2019 по 30 августа 2020 года.
После участия в сериале Kamen Rider в течение года Такахаси сыграл роль ученика Тои Фудзивары в дораме Уравнение по устранению учителя телеканала TV Asahi с октября 2020 года, что стало его первым появлением в телевизионной драме после Камэн Райдера Зеро-Ван. Он присоединился к съёмкам дорамы всего через четыре дня после окончания съемочного процесса фильма Камэн Райдера Зеро-Ван - Фильм. Real×Time. Он также сыграл роль студента Акиру Никайдо в другой дораме Без ума от тебя. Он сыграл Рё Акибу в дораме Есть причина не наряжаться на канале TBS в апреле 2021 года, впервые появившись в дораме в прайм-тайм. Постоянно появляясь в телевизионных драмах, его известные работы включают в себя Возлюбленный в 2021 году и Я стану твоим цветком в 2022 году.
В 2023 году Такахаси сыграл свою первую главную роль в прайм-тайм дораме Кухня Ферма основанной на манге Юго Кобаяси, где его партнером стал Дзюн Сисон. Он сыграл главного героя Гаку Китаду, математического гения, который становится шеф-поваром. В том же году он впервые сыграл главную роль в романтическом фильме Наш тайный дневник. В 2024 году Такахаси сыграл двойную роль в дораме Легендарный главарь.

## Фильмография

### Телесериалы
| Год        | Название                                                     | Роль                              | Телеканал | Примечания   | Ссылка               |
| ---------- | ------------------------------------------------------------ | --------------------------------- | --------- | ------------ | -------------------- |
| 2019– 2020 | Камэн Райдер Зеро-Ван                                        | Аруто Хидэн/Камэн Райдер Зеро-Ван | TV Asahi  | Главная роль | [ 7 ] [ 9 ]          |
| 2020– 2021 | Yorita Asahi no Hoteishiki                                   | Тоя Фудзивара                     | Ameba TV  |              | [ 18 ]               |
| 2020       | Уравнение по устранению учителя                              | Тоя Фудзивара                     | TV Asahi  |              | [ 9 ]                |
| 2021       | Без ума от тебя                                              | Акира Никайдо                     | MBS       | Главная роль | [ 19 ]               |
| 2021       | Есть причина не наряжаться                                   | Рё Акиба                          | Paravi    | Главная роль | [ 11 ]               |
| 2021       | Есть причина наряжаться                                      | Рё Акиба                          | TBS       |              | [ 11 ]               |
| 2021       | Спасательный круг ~ Больше чем чужие, меньше чем друзья      | Макото Сасаки                     | Paravi    | Главная роль | [ 20 ]               |
| 2021       | Спасательный круг: Больше, чем друзья, меньше, чем любовники | Макото Сасаки                     | TV Tokyo  |              | [ 20 ]               |
| 2021       | Любовь, которую мы убили                                     | Рэй Кобаяси                       | Telasa    | Главная роль | [ 21 ]               |
| 2021       | Возлюбленный                                                 | Ю Асамия/Информатор               | TBS       |              | [ 22 ] [ 23 ]        |
| 2022       | Доктор в белом                                               | Синпэи Сакума                     | Fuji TV   |              | [ 24 ]               |
| 2022       | Плохая женщина: Кто сказал, что работать не круто?           | Сю Ямасэ                          | NTV       |              | [ 25 ]               |
| 2022       | Я стану твоим цветком                                        | Дан Сагами                        | TBS       |              | [ 26 ]               |
| 2023       | Класс Фемиды                                                 | Синтаро Манака                    | Fuji TV   |              | [ 27 ]               |
| 2023       | Кухня Ферма                                                  | Гаку Китада                       | TBS       | Главная роль | [ 28 ] [ 29 ] [ 30 ] |
| 2024       | Легендарный главарь                                          | Тацухито Ямада; Сё Идзюин         | TV Asahi  | Двойная роль | [ 31 ]               |
| 2025       | Ан-пан                                                       | Кэнтаро Карасима                  | NHK       | Асадора      | [ 32 ]               |

### Фильм
| Год  | Название                                           | Роль                              | Примечания            | Ссылка |
| ---- | -------------------------------------------------- | --------------------------------- | --------------------- | ------ |
| 2019 | Камэн Райдер Зи-О: Выход Кварцер                   | Камэн Райдер Зеро-Ван (голос)     | Голосовая роль; камео | [ 33 ] |
| 2019 | Камэн Райдер: Первое Поколение Рейвы               | Аруто Хидэн/Камэн Райдер Зеро-Ван | Главная роль          | [ 34 ] |
| 2020 | Камэн Райдера Зеро-Ван - Фильм. Real×Time          | Аруто Хидэн/Камэн Райдер Зеро-Ван | Главная роль          | [ 35 ] |
| 2021 | Сэйбер + Зенкайджеры - Супергеройская Хроника      | Аруто Хидэн/Камэн Райдер Зеро-Ван |                       | [ 36 ] |
| 2021 | Госпожа Кагуя: В любви как на войне - Финал        | Ко Огино                          |                       | [ 37 ] |
| 2021 | Зеро-Ван - Другие Камэн Райдеры Вулкан и Валькирия | Аруто Хидэн                       |                       | [ 36 ] |
| 2021 | DIVOC-12                                           | Саито                             |                       | [ 38 ] |
| 2022 | Деревня Усикуби                                    | Сёта Сакураги                     |                       | [ 39 ] |
| 2023 | Чёрный клевер: Меч короля магов                    | Джестер Гарандрос (голос)         |                       | [ 40 ] |
| 2023 | Наш тайный дневник                                 | Дзюн Сэтояма                      | Главная роль          | [ 16 ] |
| 2024 | С тобой в день конца света: Финал                  | Ямато Сибасаки                    |                       | [ 41 ] |
| 2024 | Мастер дразнилок Такаги-сан                        | Нисиката                          | Главная роль          | [ 42 ] |
| 2024 | Голубой период                                     | Рюдзи "Юка" Аюкава                |                       | [ 43 ] |
| 2024 | Этот человек исчез                                 | Маруко                            | Главная роль          | [ 44 ] |
| 2025 | Мальчик и собака                                   | Кадзумаса Накагаки                | Главная роль          | [ 45 ] |
| 2025 | Я стану твоим цветком                              | Дан Сагами                        |                       | [ 26 ] |

## Награды
| Год  | Премия                            | Категория    | Номинируемая работа | Результат | Ссылка |
| ---- | --------------------------------- | ------------ | ------------------- | --------- | ------ |
| 2024 | 47-я Премия Японской киноакадемии | Новичок года | Наш тайный дневник  | Победа    | [ 46 ] |